# 三人の騎士の伝説
『三人の騎士の伝説』（さんにんのきしのでんせつ、原題: Legend of the Three Caballeros）は2018年に公開された、ウォルト・ディズニー・カンパニー制作のアニメシリーズ。1944年の『三人の騎士』のスピンオフかつ後日譚。全13回。
2018年6月9日にフィリピンの動画配信サービス『Disney Life』にて初公開。日本では2019年6月7日にディズニーデラックスにて配信が開始され、後にDisney+でも配信されている。また、日本では2021年12月27日にディズニー・チャンネルにて放送が開始される。

## あらすじ
散々な誕生日の日にドナルドの元へ届いた遺産相続の手紙。そこへ同じく手紙を受け取ったホセ、パンチートもやってくる。
遺産であるログハウスの中で見つけた黄金の地図帳を開くと、冒険の女神ザンドラが現れた。彼女はかつて「三人の騎士」と共に邪悪な魔法使いフェルドレイクに立ち向かい、何とか杖に封印したという。しかし、フェルドレイクは復活し、再び世界を支配しようとしている。
伝説の「三人の騎士」の子孫である彼ら三人はザンドラと共に世界各地を巡りながら、フェルドレイクの野望に立ち向かう。

## 登場キャラクター
ドナルドダック
声 - 山寺宏一
主人公で三人の騎士の一人。
最悪の誕生日を迎えたある日、曽祖父の遺産相続の手紙を受け取り、ニュー・クワックモア研究センターを訪れ、ホセとパンチートと出会う。
かなり短気で怒りっぽい性格で、それが事件を起こすことも解決することもある。一方で機転が利く行動を取ることが多い。
ホセ・キャリオカ
声 - 中尾隆聖
三人の騎士の一人でブラジル出身のオウム。
キザでお調子者で口が達者で知ったかぶりなところがある。お人好しで騙されやすく、寄付金として大金を騙し取られてしまうことも。いつも持ち歩いている黒い傘を剣のように扱う。
パンチート・ゴンザレス
声 - 古川登志夫
三人の騎士の一人でメキシコ出身の雄鶏。楽しいこととスリルが大好きで、かなりポジティブ。ドナルドとホセが辟易する不味い物も「イケる」と食べてしまう悪食な面もある。
投げ縄の達人でもあるが、マスクレスラー「エル・ガヨ・ロコ」として活動していることもあり、身体能力も高い。
アリー
小屋の管理人。おかしな鳴き声を使い、三人の騎士のサポートをする。主にドアの修理をするものの、直るどころか壊すことが多く、スクルージの金庫に穴を開けたことがある。三人の騎士のアラクワンと同じく会話できず、ジェスチャーで彼らに意思を伝える。
ザンドラ
声 - 石田嘉代
長い間黄金の地図帳に封印されていた冒険の女神。地図帳を完全に閉じると本に閉じ込められてしまうため、普段は魔法のしおりを挟んでいる。魔法の弓矢を武器として戦い、腕っ節はかなり強い。しかし、長い年月封印されていたためか現代文化にかなり疎い。
エイプリル・メイ・ジューン
声 - 相川奈都姫（兼役）
デイジーの三つ子の姪っ子達。ドナルドの甥っ子達に比べ、3人とも大人びており、身体能力も高い。オレンジがメイ、紫がジューン、黄色がエイプリル。ドナルド達のサポート役やナビゲーターを担う。
また､過去のTVシリーズ ハウス・オブ・マウスでもバンドを担当したこともある。
デイジーダック
声 - 土井美加
ドナルドの恋人。彼に負けず劣らずの短気で怒りっぽい性格で、第一話で一方的に喧嘩別れをする。その後も何度も別れ、『ドナルドのそっくりさん』に登場したダッパー・ダックと一度だけ付き合ったことがある。
シェルドグース
声 - 駒谷昌男
ニュー・クワックモア研究センターの所長。絵に書いた様な嫌味な金持ちの典型的な性格をしている。
フェルドレイク
声 - 北村謙次
ドナルド達の宿敵の魔法使い。かつて世界征服を企むが、先代の騎士達によって杖に封じ込められた。現在も杖の状態で身動きが取れないため、子孫であるシェルドグースを足替わりにこき使っている。
レオポルド
フェルドレイクの手下でコウモリとゴリラを合わせたような姿の怪物。飛行能力があるため、一行の移動要員となっている。フェルドレイクを「パパ」、シェルドグースを「ママ」と呼んで懐いている。
クマ
元々は部屋の絨毯であったが、ドナルド達が賢者の石を口の中に隠したことで生命が宿った。当初は騒動を引き起こすもアリーと仲良くなったことでドナルド達に同居を許してもらい、一緒に暮らすようになった。

## スタッフ
- 翻訳・訳詞：片桐和子、徳田浩子
- 演出：向山宏志
- 音楽演出：市之瀬洋一、島津綾乃
- 録音制作：東北新社

## 各話リスト
| 話数 | サブタイトル（日本語版） | サブタイトル（原語版）     | 舞台           |
| ---- | ------------------------ | -------------------------- | -------------- |
| 1    | 伝説のはじまり           | Dope-A-Cabana              | N/A            |
| 2    | くりかえす歴史           | Labyrinth and Repeat       | クレタ島       |
| 3    | 月のピラミッド           | Pyramid-Life Crisis        | エジプト       |
| 4    | 世界樹を守るヒーロー     | World Tree Caballeros!     | ローマ         |
| 5    | イースター島の休日       | No Man is an Easter Island | イースター島   |
| 6    | ストーンヘンジに願いを   | Stonehenge Your Bets       | ストーンヘンジ |
| 7    | 命の火種を守れ！         | Mount Rushmore (or Less)   | ラシュモア山   |
| 8    | ナスカの地上へ！         | Nazca Racing               | ペルー         |
| 9    | 命がけのルチャリブレ     | Mexico a Go-Go             | メキシコ       |
| 10   | 富士山に集う先祖たち     | Mt. Fuji Whiz              | ゴーストタウン |
| 11   | アーサー王の特訓         | Thanks a Camelot           | キャメロット   |
| 12   | シャングリラでスッキリ！ | Shangri-La-Di-Da           | シャングリラ   |
| 13   | 決戦のとき               | Sheldgoose Square Dance    | N/A            |